# Wahid Al Khyat
Wahid Mohamed Al Khyat (1º gennaio 1986) è un calciatore yemenita, centrocampista dell'Al-Ahli San'a' e della nazionale yemenita.

## Carriera

### Club
Ha giocato nel campionato yemenita e saudita.

### Nazionale
Ha esordito in nazionale nel 2011 e preso parte alla Coppa d'Asia 2019.